# آوازها و رقص‌های ایرانی
آوازها و رقص‌های ایرانی آلبومی از منیر وکیلی، خواننده اپرا و سوپرانو ایرانی است. این آلبوم حاوی چند قطعه از معروف‌ترین آثار وکیلی است. در سال ۱۳۳۶ (برابر با ۱۹۵۷ میلادی)، وقتی که منیر وکیلی در پاریس بود، هشت ترانه محلی ایرانی را در آنجا ضبط کرد که این ترانه‌ها در قالب آلبومی تحت عنوان «آوازها و رقص‌های ایرانی» منتشر شدند. این آلبوم، جایزه «بهترین صفحه موسیقی مردمی را از آکادمی شارل گروس» دریافت کرد. ترانه‌های موجود در این آلبوم، سال‌ها بعد و در سال ۱۳۸۳ شمسی، با تلاش «فرخ آهی» و همچنین با تلاش‌های دختر و نوه‌های منیر وکیلی، با استفاده از فناوری‌های جدیدی همچون خش‌زدایی، بازسازی شدند و در آلبومی تحت عنوان «بازگشت» منتشر شدند.

## فهرست ترانه‌ها
| شماره | نام              | مدت  |
| ----- | ---------------- | ---- |
| ۱.    | «تو بیو»         | ۲:۴۵ |
| ۲.    | «درنه جان»       | ۲:۵۵ |
| ۳.    | «عزیز جون»       | nil  |
| ۴.    | «لالایی»         | ۲:۵۳ |
| ۵.    | «پاچ لیلی»       | ۱:۵۵ |
| ۶.    | «لر بچه»         | ۱:۲۳ |
| ۷.    | «گل گندم»        | ۲:۰۰ |
| ۸.    | «دختر بویر احمد» | ۲:۵۰ |

## فهرست ترانه‌های آلبوم بازگشت
| شماره | نام              | مدت  |
| ----- | ---------------- | ---- |
| ۱.    | «گل گندم»        | ۳:۵۱ |
| ۲.    | «لر بچه»         | ۴:۲۸ |
| ۳.    | «دختر بویر احمد» | ۴:۴۳ |
| ۴.    | «تو بیو»         | ۴:۳۸ |
| ۵.    | «پاچ لیلی»       | ۳:۵۶ |
| ۶.    | «درنه جان»       | ۴:۰۰ |
| ۷.    | «عزیز جون»       | ۳:۰۵ |
| ۸.    | «لالایی»         | ۳:۲۶ |